# Concierto para flauta (Nielsen)
El Concierto para flauta y orquesta de Carl Nielsen (FS 119) fue escrito en 1926 para Holger Gilbert-Jespersen, que sucedió a Paul Hagemann como flautista del  Københavns Blæserkvintet (Quinteto de viento de Copenhague). El concierto, en dos movimientos, fue generalmente bien recibido en su estreno en París en octubre de 1926, donde Nielsen había introducido un final temporal. La primera versión completa se interpretó en Copenhague en enero de 1927. El concierto de flauta se ha convertido en parte del repertorio internacional más frecuente.

## Historia
En 1921, Nielsen había escuchado al Quinteto de viento de Copenhague ensayando música de Mozart, quedando impresionado por la belleza tonal y la maestría musical del grupo. Ese mismo año, escribió su Quinteto de viento expresamente para este conjunto. Su último movimiento era un tema con variaciones que representaba en música las personalidades de los cinco intérpretes y sus respectivos instrumentos, de la misma manera que Elgar retrató a sus amigos en las Variaciones Enigma. Prometiendo que iba a escribir un concierto para cada miembro del quinteto, comenzó con el flautista Gilbert-Jespersen (1890-1975). Pero como resultado de su mala salud, solo pudo completar un concierto más antes de su muerte, el Concierto para clarinete, para el clarinetista del grupo, Aage Oxenvad, que completó en 1928.
Nielsen comenzó a trabajar en el concierto de flauta mientras viajaba por Alemania e Italia en agosto de 1926, con la intención de que fuera interpretado en París en un concierto dedicado a cuatro de sus obras, el 21 de octubre. Desafortunadamente, como resultado de una prolongada dolencia estomacal, no completó la obra a tiempo y tuvo que introducir un final temporal para su estreno en París.

## Recepción
La obra fue recibida positivamente en su estreno en París en la Maison Gaveau el 21 de octubre de 1926, con la Orchestre de la Société des Concerts du Conservatoire, dirigiendo su yerno, Emil Telmányi. Paul Le Flem escribió en Comoedia: «El Concierto para flauta y orquesta, interpretado de forma destacada por M. Holger-Gilbert Jespersen, es la composición más reciente del Sr. Nielsen. Tiene picante, empuje y no le falta humor”. Sin embargo, Jan Meyerheim, escribiendo en el Paris Telegram, no estaba de acuerdo: “El Concierto para flauta, bien interpretado por Jespersen, no me gustó en absoluto; iba más allá de mi comprensión". Nielsen dijo que el estreno, completamente dedicado a la obra, fue una de las "mejores experiencias" de su vida. Tanto Maurice Ravel como Arthur Honegger, asistieron al estreno, y Honegger manifestó que "la famosa Orquesta del Conservatorio tocó muy bien y el Concierto de flauta fue magistralmente interpretado con un tono delicado: hubo una ovación de pie y el solista Gilbert Jespersen, flautista de gran clase fue reclamado en varias ocasiones."
No fue hasta el 25 de enero de 1927 cuando se interpretó la primera versión completa en la Musikforeningen de Copenhague. El concierto de flauta se ha convertido en parte del repertorio internacional de Nielsen.

## Composición
Al igual que con su estilo bastante tradicional de su Concierto para violín anterior, Nielsen refleja las tendencias modernistas de la década de 1920 y carece de estabilidad tonal, optando por articular la obra en solo dos movimientos en lugar de los tres del tradicional concierto solista. La obra es generalmente de estilo neoclásico pero el acompañamiento del solista se confía a un conjunto típico de música de cámara en lugar de a una orquesta sinfónica clásica. Además de la flauta solista, la orquestación consta de dos oboes, dos clarinetes, dos fagotes, dos trompas, trombón bajo, timbales y cuerdas. 
- I. Allegro moderato

El primer movimiento (aprox. 11 minutos) varía entre re menor, mi bemol menor y fa mayor. Unos pasajes solistas, diálogos entre flauta solista y orquesta, y un diálogo de clarinete y fagot caracterizan su música. Después de una interrupción inesperada del trombón bajo, la flauta pasa a primer plano con un tema cantabile en mi mayor. Una cadencia orquestal conduce de nuevo a los temas de apertura antes de terminar tranquilamente en una clave que se aproxima a sol bemol mayor. Gran parte del contenido de este movimiento se asemeja a la música de cámara entre la flauta y varios instrumentos.
- II. Allegretto un poco – Adagio ma non troppo – Allegretto – Poco adagio – Tempo di marcia

Nielsen describe la apertura del segundo movimiento de 7 minutos como teniendo "un poco de maldad en algunas notas emitidas por la orquesta, pero la atmósfera se relaja rápidamente de nuevo y, cuando entra la flauta solista, lo hace con inocencia infantil". El comienzo melodioso del movimiento fluctúa entre Allegretto que, después de solo 62 compases se convierte en Adagio ma non troppo antes de establecerse en una variación Tempo di marcia en la apertura melódica. El glissando del trombón bajo introduce una serie final de divertido humor grotesco, para poner punto final a la obra, que recuerda al segundo movimiento, Humoreske de su Sexta Sinfonía.

## Discografía no completa
- Julius Baker; New York Philharmonic, Leonard Bernstein (Sony BMG)
- Poul Birkelund; Danish Radio Symphony Orchestra, Thomas Jensen (Danacord)
- Gareth Davies; Bournemouth Symphony Orchestra, Kees Bakels (Naxos)
- Per Flemström; Swedish Radio Symphony Orchestra, Esa-Pekka Salonen (Sony BMG)
- Gilbert Jespersen; Danish Radio Symphony Orchestra, Thomas Jensen (Decca)
- Frantz Lemmser; Danish Radio Symphony Orchestra, Herbert Blomsted (EMI)
- Toke Lund Christiansen; Danish Radio Symphony Orchestra, Michael Schønwandt (Chandos)
- Clara Andrada; Frankfurt Radio Symphony Orchestra, Jaime Martín (Ondine)